# Bucharest Financial Plaza
Bucharest Financial Plaza – wieżowiec w Bukareszcie, w Rumunii, o wysokości 87 m. Budynek został otwarty w 1997. Posiada 18 kondygnacji.